# Позняк Дан Іванович
Дан Іванович Позняк (пол. Dan Pozniak, лит. Danas Pozniakas; нар. 19 жовтня 1939, с. Толчак, Білостоцьке воєводство, Друга Річ Посполита (нині територія Польщі) — 4 лютого 2005, Вільнюс) — радянський боксер, заслужений майстер спорту СРСР, перший литовський  спортсмен (у складі збірної СРСР), який зміг завоювати звання олімпійського чемпіона.

## Біографія
Боксом почав займатися в спортивному товаристві «Трудові резерви» у тренера 3. Катілюса. Випускник Вільнюського радіотехнічного училища військ ППО 1960 року. З 1960 по 1966 служив у Збройних Силах СРСР, де тренувався у тренера А. Левіцкаса, з яким і досяг основних успіхів. Провів 217 боїв, здобув 203 перемоги.
Після закінчення боксерської кар'єри працював тренером. Спочатку — в «Трудових резервах», потім — у збірній СРСР (1976–1983). В 1982–1986 рр.. очолював національну команду Сейшельських Островів. Після повернення до Литви керував молодіжним спортивним клубом. У 1971 р. став суддею Міжнародної асоціації боксу (AIBA).
Помер 4 лютого 2005 року у Вільнюсі від інфаркту міокарда. Похований на Антакальнісському кладовищі.

## Спортивні досягнення
У 1960 році він став переможцем молодіжної першості СРСР і посів друге місце на дорослому чемпіонаті СРСР, поступившись лише у фіналі Валерію Попенченко. Наступного року Дан Позняк став третім на чемпіонаті СРСР (цікаво, що тоді ж його рідний брат Ян Позняк завоював бронзову медаль у категорії до 71 кг). На той час його вже примітили тренери національної збірної.
Дебют на великому міжнародному турнірі виявився для Позняка не надто вдалим — виступи на першості Європи 1961 року, яке проходило в Белграді, він припинив вже на стадії чвертьфіналу.
В 1962 році Позняк стає чемпіоном Союзу. На чемпіонаті Європи 1963 року, який відбувся в Москві, Позняк завоював срібну медаль, поступившись лише у фінальному поєдинку сильному поляку Збігневу Петшиковському (чотириразовому чемпіону Європи).
На Олімпіаду 1964 року Позняку потрапити не вдалося, оскільки на «відбірковому» чемпіонаті країни він поступився в півфіналі Олексію Кисельову, який згодом на токійському рингу виграв срібло. Але уже в наступному році він взяв реванш у Кисельова в фіналі союзної першості і поїхав на чемпіонат Європи до Берліна, де також зумів піднятися на вищий щабель п'єдесталу пошани. Після цього Позняк був удостоєний звання заслуженого майстра спорту.
Після річної паузи Дану знову вдалося повторити цей золотий дубль — перемогти на чемпіонаті країни і на першості Європи. І знову у фіналі головного союзного змагання литовцем був повалений Олексій Кисельов. А на чемпіонаті Європи, як і двома роками раніше, у фіналі європейської першості в Римі Позняк здолав Петера Гербера з ФРН.
1968 рік став для вільнюсца ще успішнішим. На чемпіонаті СРСР він знову здобув перемогу в фіналі над Кисельовим і таким чином забронював собі місце в олімпійській команді, яка готувалася до поїздки в Мехіко.
В 1/8 фіналу олімпійського турніру він нокаутував у другому раунді кубинця Грегоріо Альдама. У чвертьфіналі з рахунком 5:0 був розгромлений представник НДР Юрген Шлегель. У півфіналі, з таким же рахунком, Позняк виявився сильнішим болгарина Георгія Станкова. А фінал був виграний і зовсім без бою — румун Іон Моня не вийшов на ринг через серйозне пошкодження, отримане в попередньому бою.
І в наступному, 1969 році він втретє стає чемпіоном Європи. Свій останній великий титул він завоював в столиці Румунії Бухаресті, перемігши Іона Моню.
Таким чином, окрім золотої олімпійської нагороди, Дан Позняк здобув 4 медалі чемпіонатів Європи: срібну у 1963, та тричі золоту: у 1965, 1967, 1969.
Чемпіон СРСР в напівтяжкій вазі 1962, 1965, 1967, 1968, володар срібної (1960) і двох бронзових медалей (1961, 1964) чемпіонату СРСР, чотириразовий чемпіон Литви.

## Нагороди
За видатні спортивні досягнення удостоєний звання Заслуженого майстра спорту (1965) і урядової нагороди — ордена «Трудового Червоного Прапора» 1968.